# Facultad de Recursos Naturales y Ciencias Silvoagropecuarias (Uibero)
La Facultad de Recursos Naturales y Ciencias Silvoagropecuarias formó parte de la desaparecida Universidad Iberoamericana de Ciencias y Tecnología. Destacó por contar con la quinta Escuela de Medicina Veterinaria más antigua de Chile.
Debido a graves problemas financieros que enfrentó la universidad, el cierre de la facultad se programó para el año 2020.

## Historia
Fundada como Facultad de Veterinaria, Ciencias Agrarias y Forestales  por decreto universitario el 1 de abril de 1991, fue una de las primeras 3 facultades de la Universidad Iberoamericana de Ciencias y Tecnología.
El año 2003, la Facultad sería dividida en dos: Facultad de Medicina Veterinaria y Facultad de Ciencias Agrarias y Forestales. En 2007, tras la muerte del Decano fundador de la Facultad, Dr. Iván Palavicino Hernández, pasa a llamarse «Facultad de Medicina Veterinaria Dr. Iván Palavicino Hernández». En 2015 la facultad nuevamente sería reestructurada como «Facultad de Recursos Naturales y Ciencias Silvoagropecuaria», reintegrando nuevamente la carrera de agronomía.

### Decanatos

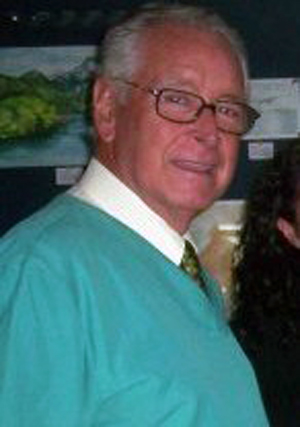
Dr. Iván Palavicino Hernandez (1932 - 2007), Decano fundador de la Facultad

| Decanato | Nombre                       | Periodo   |
| -------- | ---------------------------- | --------- |
| I        | Iván Palavicino Hernández    | 1991-2005 |
| II       | Frederick Ahumada Mania      | 2006-2012 |
| III      | Patricia Escárate Cortés (i) | 2012-2013 |
| IV       | Santiago Ernst Martínez      | 2013-2015 |
| V        | Patricia Escárate Cortés     | 2016-2020 |

## Escuela de Medicina Veterinaria
La «Escuela de Medicina Veterinaria de la Universidad Iberoamericana de Ciencias y Tecnología» fue la quinta más antigua del Chile, siendo fundada el 1 de abril de 1991 por el Doctor Iván Palavicino Hernández.
La Misión de la Escuela estuvo orientada a la formación de profesionales de pregrado cuya formación valórica, ética y científica los orientan y capacitan para contribuir a la salud, tanto humana como animal, al bienestar social y a la calidad de vida de la población, gracias al proceso formativo que hace énfasis en la metodología de aprender haciendo y aprender sirviendo. La Escuela de Medicina Veterinaria utilizó la investigación en el área de sus competencias y vinculación con el medio como estrategias de apoyo a la docencia y a la generación de nuevos conocimientos científicos y tecnológicos.
Desde el año 2000, la Escuela contó con 7 «Centros de Atención Primaria Veterinaria» (C.A.V.) en el sector periférico de la ciudad de Santiago de Chile, en las comunas de Puente Alto, Cerro Navia, San Joaquín, La Pintana, Curacaví, Lampa y Paine.

### Académicos destacados
- Iván Palavicino Hernández (1932 - 2007): Fundador, Ex Decano y docente de medicina bovina.[7]
- Frederick Ahumada Mania: Decano y docente de farmacología veterinaria.
- Livio Zurita Arévalo: Docente de medicina bovina.[8]
- Patricia Escárate: Decano y docente de Imagenología, ex-presidenta del Colegio Médico Veterinario de Chile.[9]
- Walter Von Frey: Docente de reproducción, ginecología y obstetricia veterinaria.
- Joaquin Ipinza Regla: Docente de Zoología.
- Roberto Parada Navarro: Director de la Escuela de Medicina Veterinaria y docente de Fisiopatología, Medicina Interna y Toxicología.[10]
- Anne Wallace Richarz: Docente de Inmunología.[11]
- Leoplodo Rojas: Docente de producción animal[12]

### Exalumnos destacados
- Lorena Jofré: Médico Veterinario, Decana Facultad de Medicina Veterinaria y Agronomía de la Universidad de las Américas[13]
- Marcia Jarpa Hernández: Médico Veterinario, MSc, Directora de Escuela de Medicina Veterinaria de la Universidad Iberoamericana de Ciencias y Tecnología[3]
- Pauline Romo: Médico Veterinario, MSc, Viceprecidenta del Colegio Médico Veterinario de Chile[9]
- Karla Vera: Médico Veterinario, Directora de Escuela de Medicina Veterinaria de la Universidad de las Américas[13]
- Sergio Boassi Rocuant: Médico Veterinario, Director de Escuela de Medicina Veterinaria de la Universidad Pedro de Valdivia[14]